# Losgna quinquicincta
Losgna quinquicincta là một loài tò vò trong họ Ichneumonidae.